# Camilla Kallfaß
Camilla Kallfaß (* 15. August 1982 in Heidelberg) ist eine deutsche Musical-Sängerin in der Stimmlage Sopran.

## Leben und künstlerischer Werdegang
Camilla Kallfaß, Tochter einer Schauspielerin und eines Psychologen, wuchs in Freiburg im Breisgau auf, wo sie bereits in einem Kinderzirkus mit Akrobatik, Seillaufen und Einradfahren auf der Bühne stand.
Nach dem Abitur tanzte sie 2003 in der Opernproduktion Carmen am Stadttheater Freiburg. Ferner war sie ein halbes Jahr lang außerordentliche Studentin bei Performing Arts Studios Vienna. Von 2004 bis 2008 studierte Carmilla Kallfaß Musical/Show an der Universität der Künste Berlin und bestand ihr Diplom mit Auszeichnung. Im Rahmen ihres Studiums arbeitete sie u. a. mit Ulrich Wiggers und präsentierte sich 2006 mit der Gesang-Schauspiel-Tanz Collage Mir geht’s gut dem Berliner Publikum. Des Weiteren hatte sie während des Studiums ihr erstes Engagement Anfang 2007 in dem Musical Cabaret als „Girl“ aus dem Kit Kat Klub am Staatstheater Cottbus, wo sie dem Intendanten bereits mit Chansons im Rahmenprogramm auffiel. In den Jahren 2007/2008 spielte sie in der Uraufführung des Musicals Kauf Dir ein Kind von Peter Lund und Thomas Zaufke, einer Produktion der Neuköllner Oper, die Rolle der Kitten und sang in der veröffentlichten CD-Produktion mit. Seit 2008 ist sie als Manuela in deren Biographie Vom Wedding nach Las Vegas – Die Manuela-Story am Kleinen Theater am Südwestkorso in Berlin zu sehen(und Tournee). Diese Rolle brachte sie unter anderem mit dem Komponisten Christian Bruhn zusammen. Er produzierte mit ihr unter dem Namen „Camilla“ die CD „Jungpionier“.
Ab 2009 sang, spielte und steppte sie eineinhalb Jahre lang am Staatstheater Cottbus die weibliche Hauptrolle Reno Sweeney in Cole Porters Musical Anything Goes. Sie wirkte als Schauspielerin bereits in mehreren Kurzfilmproduktionen mit, von denen z. B. der Film Spatzen bei den Internationalen Filmfestspielen von Cannes 2009 gezeigt wurde.
2011 bis 2013 spielte sie deutschlandweit in Faust-Die Rockoper die „Hexe, Frau Marthe, den Erdgeist, die Domina u. a.“, 2012 und 2013 übernahm sie zudem die Hauptrolle des „Gretchens“. 2012 gastierte sie bei den Burgfestspielen in Bad Vilbel als „Hattie“ in Kiss Me Kate und „Maria Ross“ in Sehnsucht nach St. Pauli. Als Hauptrolle „Lucy“ im Musical Jekyll & Hyde (2010 bis 2013 am Staatstheater Cottbus) machte sie deutschlandweit in großen Musicalzeitschriften von sich reden. 2013 spielte sie zusätzlich zu den laufenden Produktionen die „Marion“ in Dantons Tod am Theater Rottweil, die „Marlene“ am Stadttheater Freudenstadt im Theaterstück Reizwäsche, ein „Girl“ im Musical Cabaret am Konzerttheater Bern, die „Mercedes“ in Swinging Winterworld und die Hauptrolle „Ännchen“ in Die Harzschützen – Das Rocksical.
2014 spielte sie weiterhin in ihren verschiedenen oben genannten Produktionen, arbeitet zudem zusammen mit Songwritern an verschiedenen Musikprojekten und zeigt ihre (nicht nur schauspielerische und musikalische) Vielseitigkeit zudem abseits der Bühne als energetische Heilerin. Sie ist wieder als Hauptrolle „Lucy Harris“ in Jekyll & Hyde zu hören und zu sehen, diesmal in einer Inszenierung von Cusch Jung an der Musikalischen Komödie Leipzig und in Österreich am Tiroler Landestheater Innsbruck (Regie: Roger E. Boggasch). Das Schauspielstück „Die unsichtbare Freundin“, in dem sie mit Elisabeth Kreßler zusammen die in sich gespaltene Hauptrolle spielte, hatte 2015 Premiere. Das Projekt wurde von der Stadt Freiburg im Breisgau gefördert und von Christine Kallfaß inszeniert(E-Werk, Theater K, Freiburg).
2015 und 2016 ist sie zudem die „Helga“ in „Cabaret“ am Theater Heidelberg in einer Inszenierung von Andrea Schwalbach.
Im Mai 2015 feierte ihre erste eigene Musical-Comedy-Show „Life-ToHuWaBoHu ...für immer?“ im Musiktheater Freiburg „Die Schönen der Nacht“ vor einem begeisterten Publikum Premiere. Seitdem spielte sie ausverkaufte Vorstellungen an vielen verschiedenen Orten in Deutschland und tut es weiterhin, sobald sich ihr die Gelegenheit wieder bietet.
2015 / 2016 war sie Mitglied der A-cappella-Band „Die Giselas“ und sang und spielte in „Reise mit Meise – Ein A-Capellical“ (Tour: Vorderhaus Freiburg, Stuttgart u. a.).
2016 debütierte Camilla Kallfaß am Wallgraben-Theater mit: „Und jetzt: Die Welt! oder: Es sagt mir nichts das sogenannte Draussen“ einem Theaterstück der Schriftstellerin Sibylle Berg. Regie führte Sahar Armini. Dieses Stück wurde wegen des großen Erfolges 2017 wiederaufgenommen.
2016 sang Camilla Kallfaß u. a. in Freiburg in der Wodanhalle (Brauerei Ganter) bei der Benefizveranstaltung „10 Jahre Boutique LeSac“ das Projekt von OFF – Obdach für Frauen, wo sie zusammen mit der Schauspielerin Lisbeth Felder auf der Bühne stand.
In „Blutsschwestern und Blutsbrüder“, einer Heimatrevue von Edzard Schoppmann, debütierte sie 2017 am BAAL novo Theater Eurodistrict in Offenburg. Die erfolgreiche Inszenierung ist seitdem in der Ortenau auf Tournee und war auch mehrfach auf der Landesgartenschau in Lahr zu sehen. Camilla Kallfaß singt/spielt/tanzt hierbei mehrere Rollen und übernahm auch die musikalische Leitung und Choreografie bei diesem Projekt. Seit dieser Produktion arbeitet sie intensiv mit dem BAAL novo Theater Eurodistrict zusammen, spielt seit März 2018 eine Hauptrolle in der Schauspielkomödie „Illusionen einer Ehe“ und hat die musikalische Leitung vom Ensembleprojekt mit Geflüchteten „Utopia – oder denk ich an Deutschland“ übernommen, welches seine Uraufführung 2018 in Offenburg feierte.
2020 wurde sie mit Standing Ovations für ihre Darbietung in der deutschen Erstaufführung des One-Woman-Musicals „Ein wenig Farbe“ von Rory Six auf der Bühne des Theater Eurodistrict Baden Alsace (wie sich das Baal novo Theater seit 2019 nennt) im Europäischen Forum am Rhein gefeiert. Regie führte Diana Zöller. Wiederaufnahme und Tournee sind in Planung.
2021/2022 spielte, sang und tanzte sie die Draconia in "Die Rheintöchter" einer Produktion des Theater Eurodistrict BAden ALsace (Regie Diana Zöller). 2022 war sie 21 mal im Wallgraben Theater Freiburg als K.I. in Sibylle Bergs ”Wonderland Ave.” (Regie Ragna Guderian / Wiederaufnahmeregie Hans Pöschel) zu sehen. Ebenso war sie Februar bis Mai 2023 dreißig Vorstellungen im Theaterstück "Nach Delphi -Szenen aus der Zukunft" Regie Hans Pöschel, als Hauptrolle Ilvy am Wallgraben Theater Freiburg engagiert.
Weiterhin spielt sie mit Falk Döhler das Duo „Eine Sommernacht“ Theater BAden ALsace, Regie Diana Zöller eine rasante Komödie mit schönen Singer-Song-Writer-Songs, welche am 28. Oktober 2022 im Europäischen Forum am Rhein Premiere hatte und 2023 wiederaufgenommen wurde. Weil "Eine Sommernacht" so ein Erfolg war, hat das Theater BAden ALsace ein weiteres Musiktheaterstück für die gleichen Darsteller gesucht und gefunden. So spielt Camilla Kallfaß die Rolle der Eva, wieder mit Falk Döhler als Adam, mit Hans Diehl als Gott und Pianist: Dmitri Koscheew in "Die Tagebücher von Adam und Eva – Das Musical" (Regie: Diana Zöller), welches 2023 Premiere feierte und seitdem immer wieder aufgeführt wurde. Weitere Spieltermine sind in Planung.
2024 ist sie u. a. immer wieder ihre eigene Musical-Comedy "Life-ToHuWaBoHu ...für immer?" zusammen mit dem Pianisten Johannes Söllner auf verschiedensten Bühnen deutschlandweit zu sehen. Sie unterrichtet Gesang u. a. online und singt im deutschsprachigen Raum zu verschiedensten Anlässen (Hochzeiten, Jubiläen, Firmenenvents u. a.).

## Diskografie
- als Camilla: Jungpionier (2012)
- Die Harzschützen (2011)
- Kauf dir ein Kind! (Original Berlin Cast) (2007)

## Theater
| seit 2023     | Die Tagebücher von Adam und Eva – Das Musical (Eva), Theater Eurodistrict BAden ALsace, Diana Zöller                         |
| 2023          | Nach Delphi – Szenen aus der Zukunft (Ilvy), Wallgraben Theater Freiburg, Hans Pöschel                                       |
| seit 2023     | Rapunzel (Gothel), Theater Eurodistrict BAden ALsace, Edzard Schoppmann                                                      |
| seit 2022     | Eine Sommernacht (Helena), Theater Eurodistrict BAden ALsace (ehem. Baal novo), Diana Zöller                                 |
| 2022          | Wonderland Ave. (K.I.), Wallgraben Theater Freiburg, Ragna Guderian / H. Pöschel                                             |
| seit 2021     | Die Rheintöchter (Draconia), Theater Eurodistrict BAden ALsace, Diana Zöller                                                 |
| seit 2020     | Ein wenig Farbe (Helena), Theater Eurodistrict BAden ALsace, Diana Zöller, Deutsche Erstaufführung                           |
| 2019          | Bei der Feuerwehr wird der Kaffee kalt (Musikalische Leitung), Baal novo Theater, Edzard Schoppmann                          |
| 2018          | Kleiner Maulwurf – großer Tag (Regie), Musikschule Offenburg KMC, Camilla Kallfaß                                            |
| 2018          | Utopia (Musikalische Leitung), Baal novo Theater, Edzard Schoppmann                                                          |
| seit 2018     | Illusionen einer Ehe (Jeanne), Baal novo Theater, Diana Zöller                                                               |
| seit 2017     | Blutsschwestern und Blutsbrüder (Claudine Sommer u. musikalische Leitung/Choreografie), Baal novo Theater, Edzard Schoppmann |
| 2016–2017     | Und Jetzt: Die Welt! (Ich), Wallgraben Theater Freiburg, Sahar Armini                                                        |
| 2016          | World Moments Gesang zu Fotos (Camilla Kallfaß), Weingut Dilger Freiburg, Eva Rugel                                          |
| seit 2015     | Life-ToHuWaBoHu...für immer? (Angela), Die Schönen Freiburg, Christine Kallfaß/Juliane Hollerbach                            |
| seit 2015     | Cabaret (Helga), Theater Heidelberg, Andrea Schwalbach                                                                       |
| 2015          | Die Unsichtbare Freundin (Ich), Theater K. Freiburg, Christine Kallfaß                                                       |
| seit 2014     | Jekyll & Hyde (Lucy Harris), Musikalische Komödie Leipzig, Cusch Jung                                                        |
| 2014          | Jekyll & Hyde (Lucy Harris), Tiroler Landestheater Innsbruck, Roger E. Boggasch                                              |
| seit 2020     | Ein wenig Farbe (Helena), Theater Eurodistrict BAden ALsace, Diana Zöller, Deutsche Erstaufführung                           |
| 2019          | Bei der Feuerwehr wird der Kaffee kalt (Musikalische Leitung), Baal novo Theater, Edzard Schoppmann                          |
| 2018          | Kleiner Maulwurf – großer Tag (Regie), Musikschule Offenburg KMC, Camilla Kallfaß                                            |
| 2018          | Utopia (Musikalische Leitung), Baal novo Theater, Edzard Schoppmann                                                          |
| seit 2018     | Illusionen einer Ehe (Jeanne), Baal novo Theater, Diana Zöller                                                               |
| seit 2017     | Blutsschwestern und Blutsbrüder (Claudine Sommer u. musikalische Leitung/Choreografie), Baal novo Theater, Edzard Schoppmann |
| 2016–2017     | Und Jetzt: Die Welt! (Ich), Wallgraben Theater Freiburg, Sahar Armini                                                        |
| 2016          | World Moments Gesang zu Fotos (Camilla Kallfaß), Weingut Dilger Freiburg, Eva Rugel                                          |
| seit 2015     | Life-ToHuWaBoHu...für immer? (Angela), Die Schönen Freiburg, Christine Kallfaß/Juliane Hollerbach                            |
| 2015–2016     | Cabaret (Helga), Theater Heidelberg, Andrea Schwalbach                                                                       |
| 2015          | Die Unsichtbare Freundin (Ich), Theater K. Freiburg, Christine Kallfaß                                                       |
| seit 2014     | Jekyll & Hyde (Lucy Harris), Musikalische Komödie Leipzig, Cusch Jung                                                        |
| 2014          | Jekyll & Hyde (Lucy Harris), Tiroler Landestheater Innsbruck, Roger E. Boggasch                                              |
| 2013          | Dantons Tod (Marion), Theater Rottweil, Tonio Kleinknecht                                                                    |
| 2013          | Reizwäsche (Marlene), Stadttheater Freudenstadt, Jack van Cuusen                                                             |
| seit 2013     | Swinging Winterworld (Mercedes), Galadinner, Hazy Hartlieb                                                                   |
| seit 2013     | Cabaret (Girl), Konzerttheater Bern, Mathias Schönsee                                                                        |
| 2013          | Die Harzschützen (Ännchen), Manthey Event, Conny Kanik                                                                       |
| 2012 bis 2013 | Faust – Die Rockoper (Gretchen), Manthey Event, Brocken (Harz) und Tour, Rudolf Volz                                         |
| 2012          | Kiss me Kate (Hattie), Burgfestspiele Bad Vilbel, Egon Baumgarten                                                            |
| 2012          | Sehnsucht nach St. Pauli (Maria Ross), Burgfestspiele Bad Vilbel, Benedikt Borrmann                                          |
| 2011 bis 2013 | Faust – Die Rockoper (Frau Marthe, Hexe, Domina), Manthey Event, Brocken (Harz) und Tour, Rudolf Volz                        |
| 2010 bis 2013 | Jekyll & Hyde (Lucy Harris), Staatstheater Cottbus, Martin Schüler                                                           |
| 2009 bis 2010 | Anything Goes (Reno Sweeney), Staatstheater Cottbus, Winfried Schneider                                                      |
| seit 2008     | Vom Wedding nach Las Vegas – Die Manuela-Story (Manuela), Kleines Theater am Südwestkorso, Berlin, Norman Zechowski          |
| 2008          | Kurz-Weill-Fest, Bauhaus, Dessau, Peter Kock                                                                                 |
| 2007/2008     | Kauf dir ein Kind (Kitten), Neuköllner Oper, Berlin, Peter Lund                                                              |
| 2007 bis 2012 | Cabaret (Girl), Staatstheater Cottbus, Martin Schüler                                                                        |
| seit 2015     | Life-ToHuWaBoHu ...für immer? (Angela), Die Schönen / Musiktheater im E-Werk, Freiburg, Camilla Kallfaß                      |

## Filmografie
- 2006: Biorevolution
- 2008: König Linke Hand
- 2008: Die Tänzerin
- 2009: Spatzen
- 2010: Wir bringen den Krieg nach Hause
- 2017: 3 Kurzfilme, Regie: Yann Berrai, Dugly Habits Filmproduktion
- 2022: Phönix aus der Asche, Regie: Aaron Schmidt, Sinnflutfilm Tobias Bosseck